# Verbrauchsstoff
Verbrauchsstoffe nennt man Werkstoffe, die Bestandteil von Gütern, Waren und Werken werden.
Gebrauchsstoffe sind nach dieser Systematik Stoffe, die für den Produktionsprozess notwendig sind, aber nicht Bestandteil des Gutes, der Ware oder des Werkes werden.
Im Bauwesen nennt man die Verbrauchsstoffe Baustoffe.
Als Beispiel genannt seien „verlorene Schalungen“: man lässt nach dem Gießen die Schalungsbretter an bestimmten Stellen an Ort und Stelle – es wäre deutlich teurer, sie auszubauen, zu reinigen und zwischenzulagern als beim nächsten Bedarfsfall neue Schalungsbretter zu kaufen.
Betriebsstoffe und Hilfsstoffe werden weitgehend synonym betrachtet.